# جامع رستم باشا
جامع رستم باشا (بالتركية: Rüstempaşa Camii)‏ هو جامع يقع في منطقة مرمرة الميناء الرئيسي من ايمينونو في اسطنبول، صمم البناء المعماري العثماني الأشهر: معمارسنان.

## التاريخ
تم تصميم المركز الثقافي الإسلامي في رستم باشا من قبل المهندس المعماري العثماني معمار سنان للصدر الأعظم رستم باشا. كان رستم باشا زوجًا لإحدى بنات سليمان القانوني من قبل حريم سلطان، مهرمة سلطان، وشغل منصب الوزير الأعظم (وهو دور يمكن مقارنته برئيس وزراء أوروبي) من 1544 إلى 1553 ومن 1555 إلى 1561. بهذه الصفة، أجرى رستم باشا تغييرات ملحوظة على اقتصاد الدولة العثمانية. ركز نظامه الاقتصادي على تطوير الاقتصاد العثماني داخليًا وتقليل الروابط والاعتماد على أوروبا المسيحية التي كان معاديًا لها. أدى نهجه في التجارة إلى وقف الممارسات التجارية التي تم تطويرها في عهد سلف رستم باشا والارتباك في جميع أنحاء الإمبراطورية، حيث أدت محاولات رستم باشا لإضفاء اللامركزية على التجارة إلى تمكين القادة المحليين، مما حد من فعالية محاولات الصدر الأعظم لقطع التجارة مع البرتغاليين والبنادقة. 
كان رستم باشا مسلمًا سنيًا ملتزمًا بتكليف عدد من المباني المهمة في الإمبراطورية بنهاية حياته، بما في ذلك المدارس الدينية والمساجد وغيرها من الهياكل. قبل وفاته في عام 1561، كان رستم باشا يأمل في بناء مسجد أخير خاص به في إسطنبول - جزئيًا لإصلاح إرثه المثير للجدل - على الرغم من أن المدى الذي أوضح فيه نواياه بشأن مسجد الجمعة الذي يحمل نفس الاسم لا يزال غامضًا. 
السلطان سليمان الأول رخصت بالمشروع بعد وفاة الوزير الأعظم. تم تعيينه إلى كبير المهندسين المعماريين العثمانيين، معمار سنان. صمم سنان عددًا من المساجد العظيمة خلال حياته المهنية التي استمرت عقودًا، بما في ذلك مسجد السليمانية ومسجد السليمية. ومع ذلك، كان مسجد رستم باشا فريدًا من نوعه بين مساجد سنان، والتي نادرًا ما تتميز بتصميمات داخلية مزخرفة مثل هذا المسجد. كما يجعله البلاط متميزًا عن المساجد الأخرى في المنطقة. لم يتم تحديد سبب هذا الاختلاف بشكل قاطع، على الرغم من أن رستم باشا ربما أمر ببلاط إزنيق المميز للمسجد من أجل دعم مصمم البلاط كارا ميمي، الذي اشتهر بتصميمات الأزهار الأنيقة. 
توفي رستم باشا في يوليو 1561 وشيد المسجد بعد وفاته مابين 1561 حتى 1563.

صمم البناء المعماري سنان أغا ويشتهر الجامع ببلاط الإزنيق الفخم (وهو عبارة عن بلاط مزخرف جميل الشكل كان ينتج في مدينة «أزنيق» التركية أيام الإمبراطورية العثمانية في القرنين الخامس عشر والسادس عشر) وزخارفه بالسيراميك والرخام.